# مشروع عامر
مشروع عامر هو منطقة واقعة غرب جباليا.

## سكانها
تعرضت المنطقة كباقي المناطق في قطاع غزة إلى القصف في الحرب على غزة 2014، على الساعة 17:40 من مساء يوم 12 مارس 2014، أطلقت طائرة إسرائيلية تجاه مجموعة من الشبان تواجدوا في محيط محطة خدمات الواقعة في مشروع عامر غرب جباليا صاروخاً واحداً على الأقل، ولم يُبلغ عن وقوع إصابات أو أضرار.

## مرافق
- مضخة صرف صحي [3]